# Emile Charlet
Emile Charlet, né le 7 juin 1851 à Bruxelles et mort à Ixelles le 3 mars 1927, est un peintre belge.
Son champ pictural couvre les portraits, les scènes de genre, les paysages, les représentations animalières et les natures mortes. Sa facture évolue au début du XXe siècle et devient luministe, voire pointilliste.

## Biographie

### Famille
(Jean Joseph) Emile Charlet, né le 7 juin 1851 rue des Dominicains no 3 à Bruxelles, est le fils de Guillaume Charlet (1822-1907), négociant et industriel spécialisé dans la fabrication de galons et passementeries pour voitures et de sangles pour selliers, et d'Emilie Marie D'Ieteren (1824-1900), mariés à Bruxelles le 22 mai 1847. Il est le frère du peintre Frantz Charlet. Emile Charlet épouse à Bruxelles le 19 octobre 1880 Louise Charlotte Schamps (née à Bruxelles le 9 octobre 1857), également artiste peintre,.

### Formation

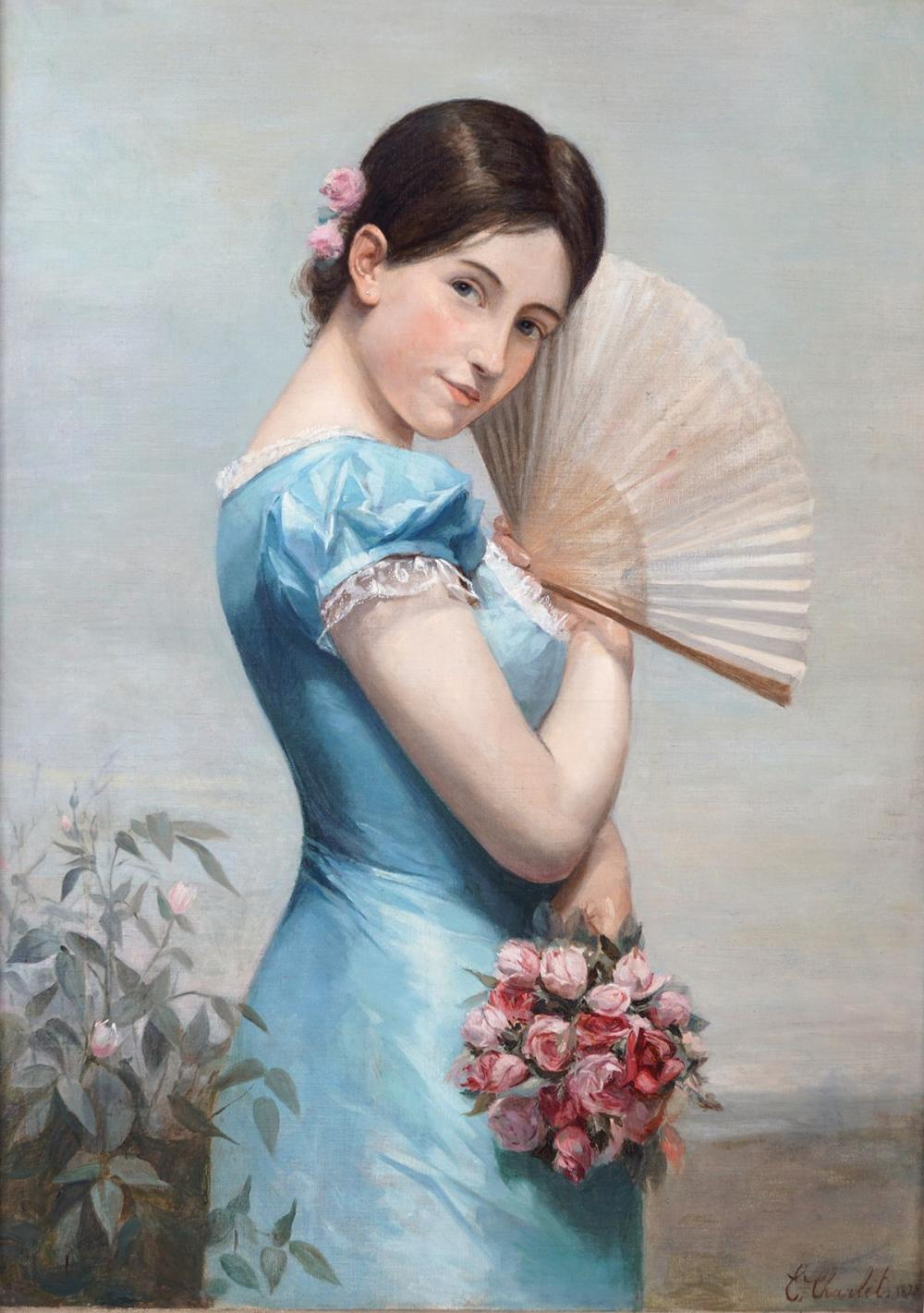
Dame à l'éventail et au bouquet de roses (vers 1875).

Emile Charlet est étudiant à l'Académie royale des beaux-arts de Bruxelles, puis il parfait sa formation dans l'atelier de Jean-François Portaels.

### Carrière
La carrière d'Emile Charlet commence au Salon de Gand en 1874. Il expose ensuite au Salon de Bruxelles de 1875 et participe à une quinzaine salons triennaux belges, de même qu'à quatre Salons de Paris et à plusieurs expositions du Cercle artistique et littéraire de Bruxelles. Emile Charlet expose aussi dans son atelier personnel rue Paul Lauters à Ixelles, où il demeure depuis 1900 environ. Il n'expose plus après 1910, mais continue à peindre. Exceptionnellement, il envoie ses œuvres au Cercle artistique en mars 1926 lors d'une ultime exposition.
Le 3 mars 1927, Emile Charlet meurt, à l'âge de 75 ans, rue Paul Lauters no 33 à Ixelles, où il possédait son atelier.

## Œuvre

### Caractéristiques
Son champ pictural couvre les genres les plus variés, comme les portraits, les scènes de genre, les paysages, les représentations animalières et les natures mortes. Figuriste, il peint volontiers en plein air.
Lorsque Emile Charlet peint, en 1883, La Forge, le critique Max Waller reproche au peintre de ne pas avoir assez poussé son effort, l'ensemble étant enveloppé de fumée et de couleur générale désagréable, même si le dessin est bon. En revanche, L'Indépendance belge, apprécie favorablement l'œuvre : « en peignant La Forge, Emile Charlet est allé droit à la nature pour avoir un sujet de tableau et de types à mettre en action. Ses études d'intérieurs de forge sont aboutis en raison des éléments plastiques qu'offrent les torses vigoureux des ouvriers, leurs bras nerveux, aux mouvements énergiques rendus avec beaucoup de vérité dans un milieu pittoresque, où les jeux de la lumière qui se dégage des foyers incandescents et de celle qui pénètre par les fenêtres de l'atelier produisent de piquants contrastes.

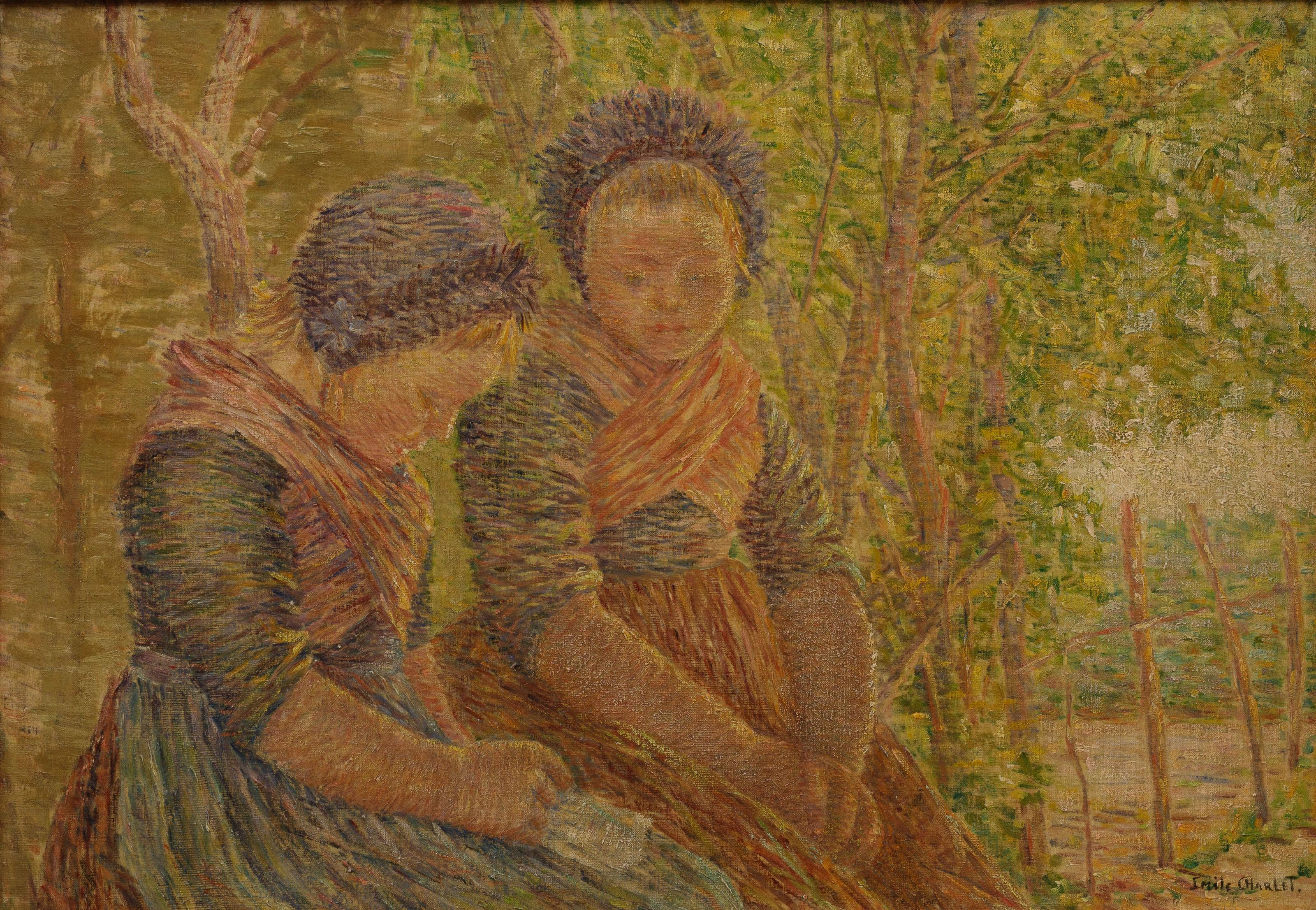
Deux filles au verger, œuvre relevant du pointillisme.

Selon la critique de L'Indépendance belge, c'est dans ses portraits que le talent d'Emile Charlet se manifeste avec le plus de certitude, sa virtuosité étant souple lorsqu'il représente ses contemporains.
Au début du XXe siècle, il modifie sa touche qui atteint une vive lumière et des tons argentés dans ses paysages et se rapproche du pointillisme, comme en témoigne également son portrait intitulé Litta présenté au Salon de Bruxelles de 1903 et au Cercle artistique de Bruxelles l'année suivante. Sa facture est devenue franche, grâce à la recherche des lumières claires et vaporeuses. Il est devenu maître d'un pinceau alerte et assoupli,.
Signe : Emile Charlet ou E. Charlet

### Expositions

#### Belgique

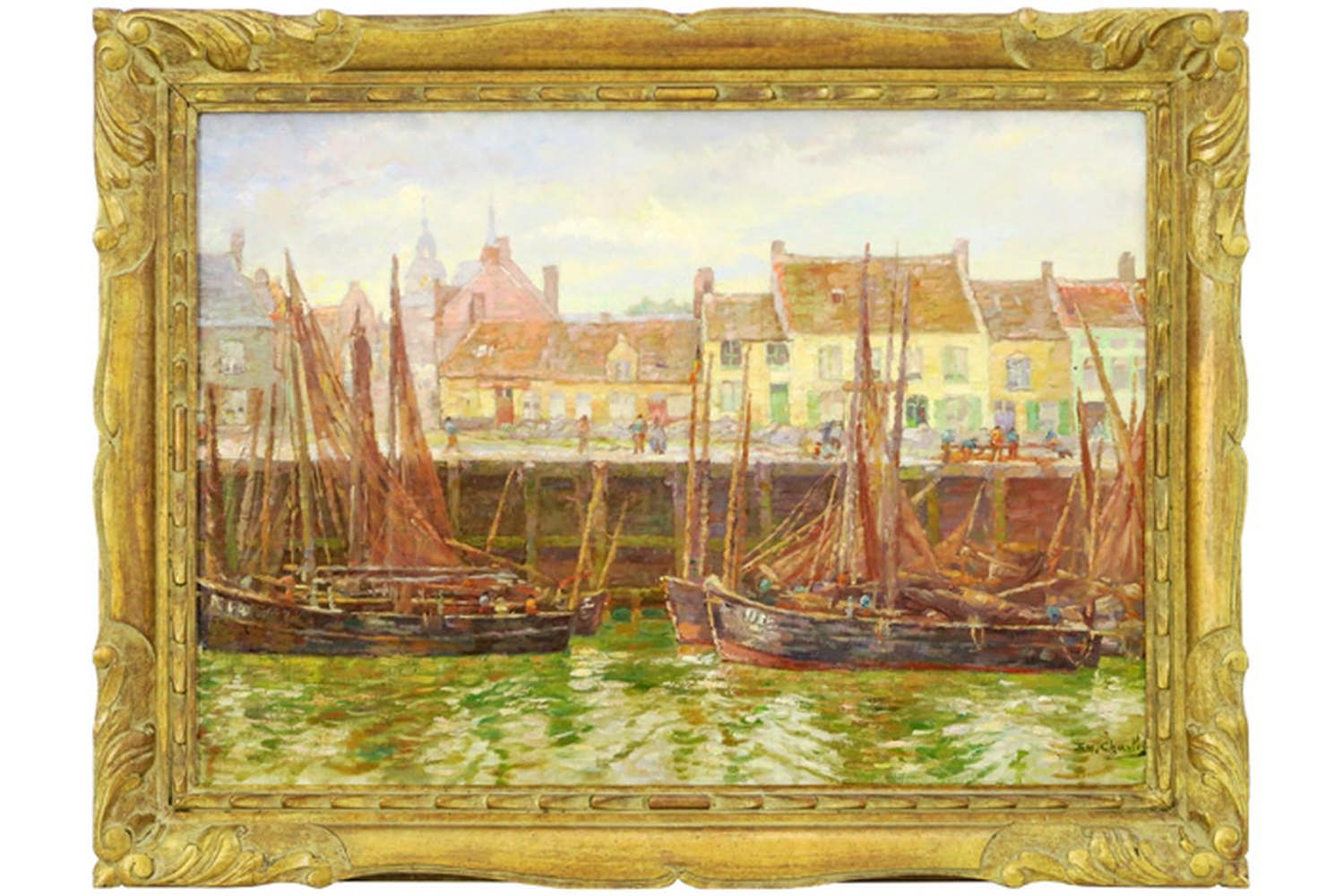
Vue du port de Nieuport.

- Salon de Gand de 1874 (XXIXe) : Le Peintre étudiant son sujet[11].
- Salon de Bruxelles de 1875 : Le Samaritain[12].
- Salon de Gand (XXXe) de 1877 : Sujet oriental et Portrait de M. P.D.V.[13].
- Exposition historique de l'art belge à Bruxelles en 1880 : Les Blessés de septembre[14].
- Salon de Bruxelles de 1881 : Portrait et Portrait de Melle Martha W.[15].
- Salon d'Anvers de 1882 : trois portraits[16].
- Salon de Gand de 1883 (XXXIIe) : Portrait du Dr G* et Le Bouquet anonyme[17].
- Salon de Bruxelles de 1884 : La Forge[7]
- Salon de Bruxelles de 1887 : Portrait de la famille C* et Portrait de l'ami Paul[18].
- Salon de Gand (XXXVe) de 1892 : Portrait de M. C.[19].
- Salon de Bruxelles de 1893 : Portrait de Melle C.F. et Hiver[20].
- Exposition universelle de 1894 à Anvers : Portrait de Melle C.F.[21].
- Salon de Gand (XXXVIe) de 1895 : Chiffonnière et Portrait de Ritta W.[22].
- Salon de Bruxelles de 1897 : Portrait de Mme S.[23].
- Salon de Bruxelles de 1903 : Pour l'absent, Litta et Five o'clock[24].
- Salon de Bruxelles de 1907 : La Couturière et Croquis de Hollande[25].
- Salon de Bruxelles de 1910[26].
- Cercle artistique et littéraire de Bruxelles en mars 1926 exposition personnelle : Portrait de Mme L.C., Au théâtre, La Lingère, une série de peintures représentant les coutumes hollandaises,…[4].

#### France
- Salon de Paris de 1877 : Portrait de Ludwig Whil[3].
- Exposition universelle de 1889 à Paris : La Forge.
- Salon des artistes français de 1895 : Portrait[3].
- Salon des artistes français de 1903 : Allant aux vêpres (Bretagne) et Pour l'absent (Bretagne)[3].
- Salon des artistes français de 1904 : Les Oies[3].

### Galerie

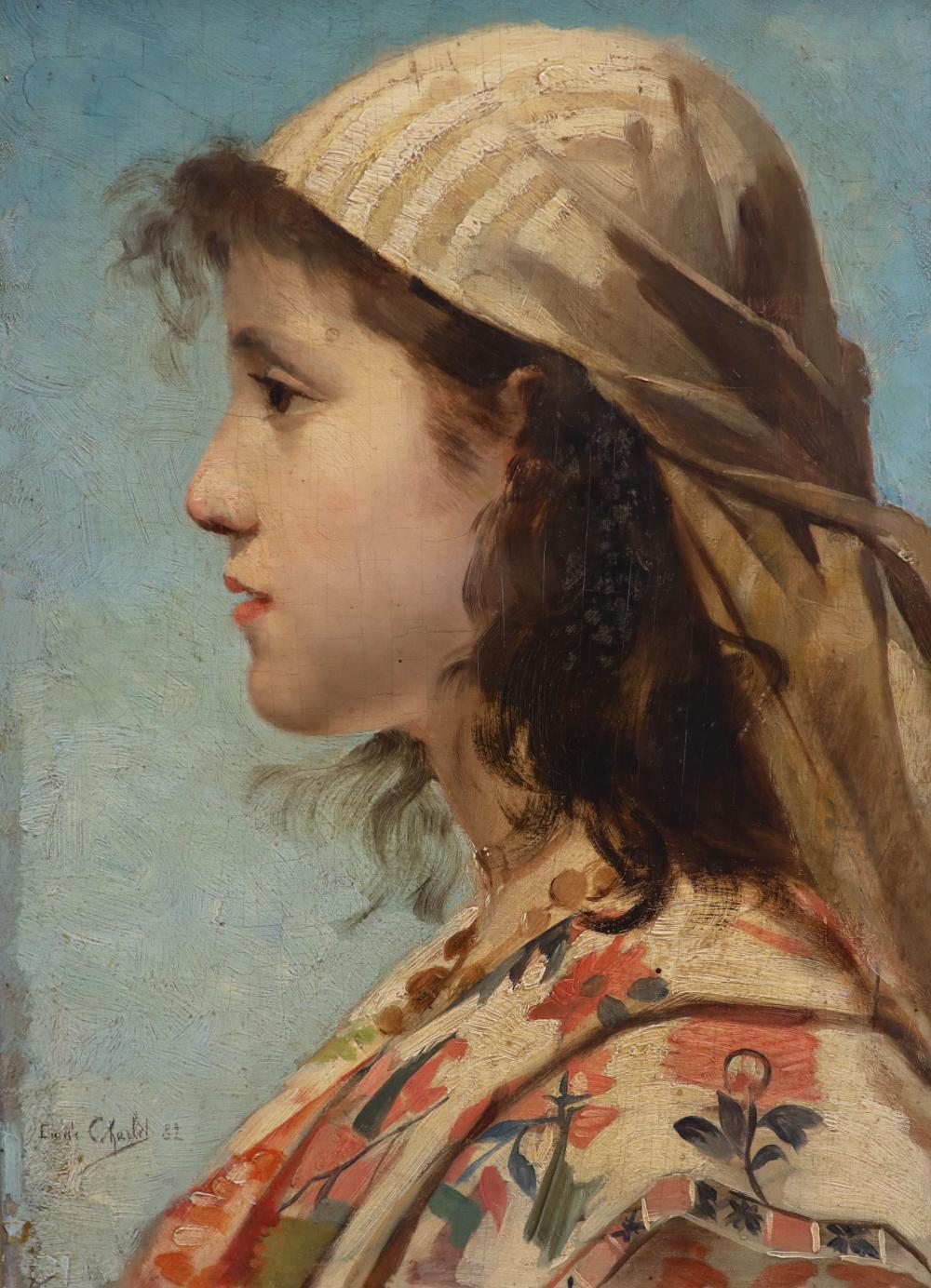
Portrait d'une beauté orientale (1882).
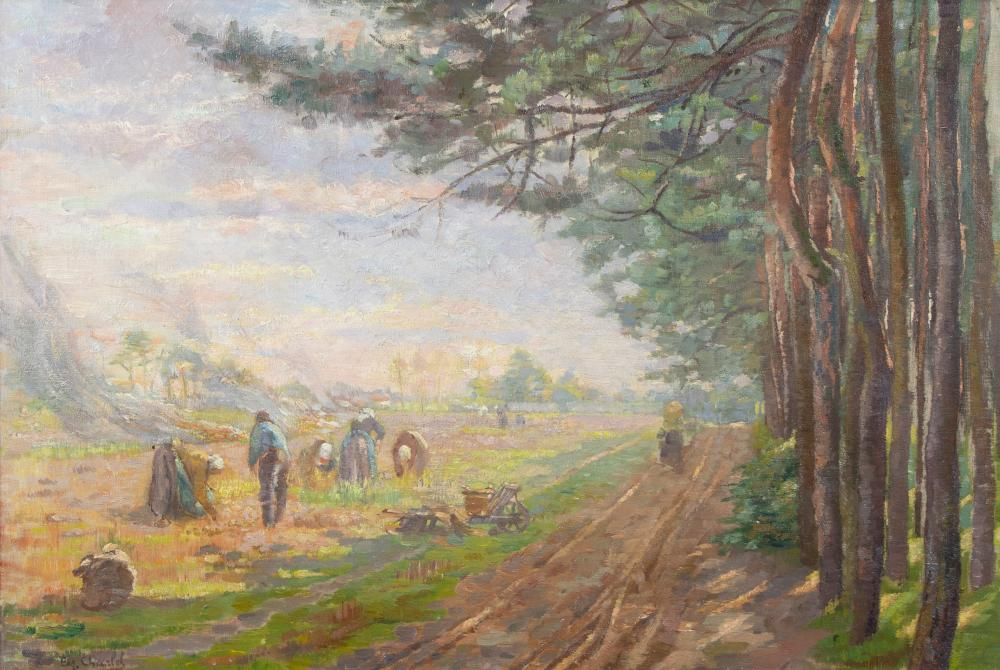
Domaine ensoleillé.
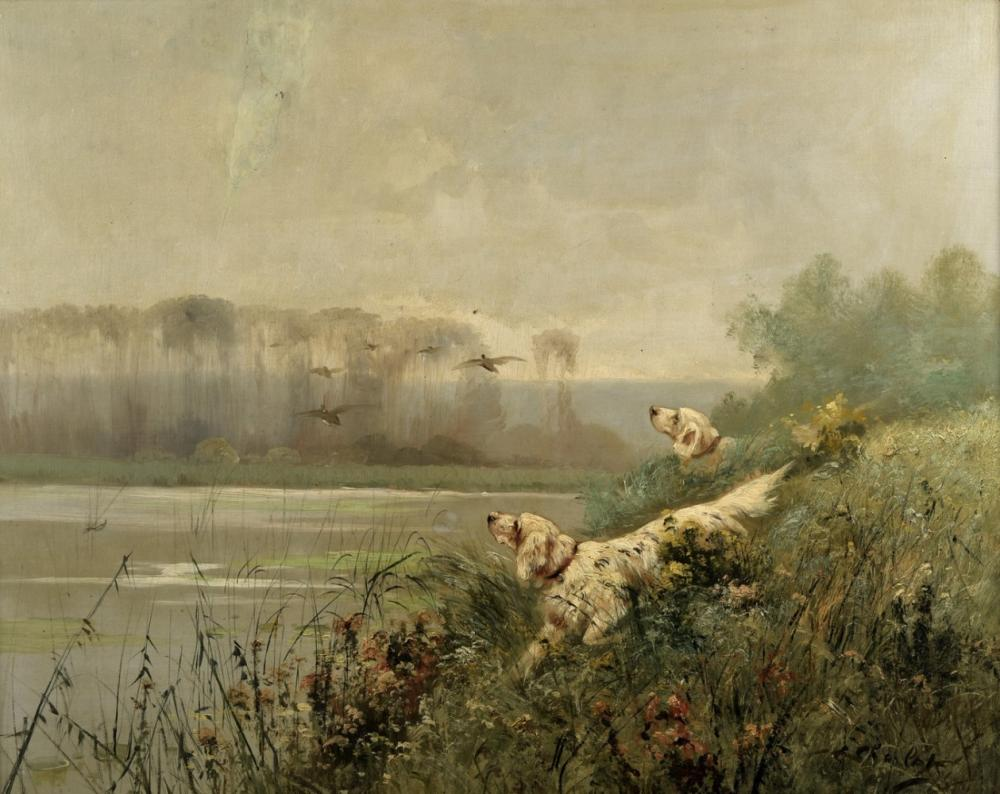
Chiens de chasse au bord de l'étang.
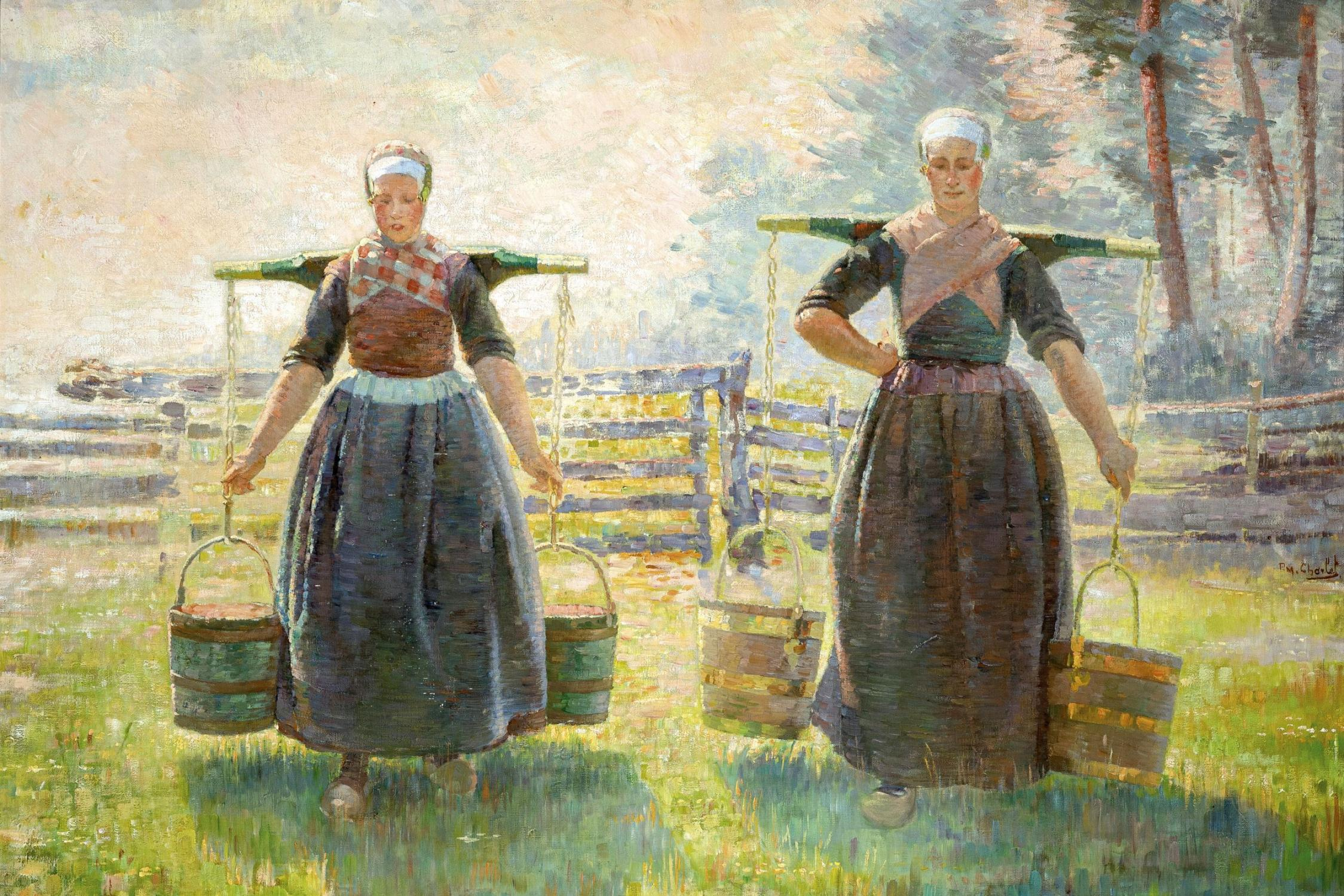
Les Porteuses d'eau.

### Conservation
- Église Notre-Dame de la Cambre et Saint-Philippe Néri à Ixelles : Le Bon Samaritain, sans date, inventaire no 11049900, format 156 × 213cm, huile sur toile[27].

## Distinction
- Chevalier de l'ordre de Léopold (12 février 1898)[5].